# Gérard Lo Monaco
 (novembre 2021).
La mise en forme du texte ne suit pas les recommandations de Wikipédia : il faut le « wikifier ».
Les points d'amélioration suivants sont les cas les plus fréquents. Le détail des points à revoir est peut-être précisé sur la page de discussion.
- Les titres sont pré-formatés par le logiciel. Ils ne sont ni en capitales, ni en gras.
- Le texte ne doit pas être écrit en capitales (les noms de famille non plus), ni en gras, ni en italique, ni en « petit »…
- Le gras n'est utilisé que pour surligner le titre de l'article dans l'introduction, une seule fois.
- L'italique est rarement utilisé : mots en langue étrangère, titres d'œuvres, noms de bateaux, etc.
- Les citations ne sont pas en italique mais en corps de texte normal. Elles sont entourées par des guillemets français : « et ».
- Les listes à puces sont à éviter, des paragraphes rédigés étant largement préférés. Les tableaux sont à réserver à la présentation de données structurées (résultats, etc.).
- Les appels de note de bas de page (petits chiffres en exposant, introduits par l'outil «  Source ») sont à placer entre la fin de phrase et le point final[comme ça].
- Les liens internes (vers d'autres articles de Wikipédia) sont à choisir avec parcimonie. Créez des liens vers des articles approfondissant le sujet. Les termes génériques sans rapport avec le sujet sont à éviter, ainsi que les répétitions de liens vers un même terme.
- Les liens externes sont à placer uniquement dans une section « Liens externes », à la fin de l'article. Ces liens sont à choisir avec parcimonie suivant les règles définies. Si un lien sert de source à l'article, son insertion dans le texte est à faire par les notes de bas de page.
- La présentation des références doit suivre les conventions bibliographiques. Il est recommandé d'utiliser les modèles {{Ouvrage}}, {{Chapitre}}, {{Article}}, {{Lien web}} et/ou {{Bibliographie}}. Le mode d'édition visuel peut mettre en forme automatiquement les références.
- Insérer une infobox (cadre d'informations à droite) n'est pas obligatoire pour parachever la mise en page.

Pour une aide détaillée, merci de consulter Aide:Wikification.
Si vous pensez que ces points ont été résolus, vous pouvez retirer ce bandeau et améliorer la mise en forme d'un autre article.
Gérard Lo Monaco est un auteur, illustrateur, directeur artistique et scénographe argentin. Il reçoit le 59e Grammy Awards, Art Director - Best boxed or special limited edition package pour Édith Piaf (Warner Music, France).

## Biographie
Né en Argentine, il arrive à Paris en 1958. En 1967, il se forme à la typographie au plomb, et aux métiers des arts graphiques. À partir de 1968, il travaille pour Le Club Français du Livre, Robert Laffont, Le Seuil, Les Editions Maritimes et d’Outre Mer, Nathan, Gallimard. Chez l’éditeur Tchou, il crée des couvertures des livres: Les Murs ont la Parole, la collection Les guides Noirs, Histoire d’O, L’album Cocteau, Les livres de Chevet. Il reçoit le prix de l’affiche, décerné par le Musée des Arts décoratifs pour l’opéra Le Pont des Soupirs d’Offenbach, mise en scène par Jean-Michel Ribes.
Il rencontre Jérôme Savary et la troupe du Grand Magic Circus, pour laquelle il conçoit les décors. La passion du théâtre et de la scène ne le quitte plus, et c’est le Théâtre National de Chaillot, qui l’engage comme constructeur et décorateur-constructeur. Plus tard il rejoint les ateliers de toiles peintes de l’Opéra de Paris. Il collabore avec Georges Wilson, Richard Peduzzi, Savary, Bob Wilson, Strehler, Planchon. Il crée la compagnie Charivari, théâtre de marionnettes à fils, avec laquelle il parcourt les scènes de théâtre et festivals en France, et d’Europe.
Il travaille aussi avec Jean-Jacques Pauvert, André Balland, Robert Delpire, inventeurs et précurseurs des livres d’art et livres objets. En 1995, il est directeur artistique des éditions Syros. Il travaille pour les éditions Alternatives et rejoint le groupe Bayard Presse. Il rencontre Emmanuel De Buretel, directeur de Virgin France qui lui confie l’image graphique des albums du chanteur Renaud. Gérard Lo Monaco crée pour Renaud les décors des spectacles La Belle de mai, Tournée d’enfer et Rouge Sang. Il conçoit les pochettes des albums des Négresses Vertes, de Mano Negra, et Charles Trenet.
En 2002, il est directeur artistique chez Albin Michel. Il crée le studio graphique Les Associés réunis, et participe à la fondation des éditions Hélium. En 2004, il met en place le Label Mañana Music, avec l’un des membres de Gotan Project. Ensemble, ils mettent à l'honneur la musique du Rio de La Plata avec des artistes comme Melingo, Cáceres, Horacio Molina, Gustavo Beytelmann, etc. En 2015, il fonde avec l'artiste compositrice Marina Cedro la société Tango 33/Lo Monaco Studio.
En 2020, il réalise une exposition personnelle à l'École Estienne à Paris et participe de l'exposition collective "Pinocchio Art Exhibition" au Hangaram Art Museum en Corée. Il a été sollicité pour s'occuper de la scénographie de l'exposition "Renaud, putain d'expo!" à la Cité de la Musique, Philharmonie de Paris.
En 2021, Gérard Lo Monaco conçoit l'exposition "Pas si bêtes" à la Maison de la Radio et de la Musique en partenariat avec le Muséum National d'Histoire Naturelle et France Culture.
Récréation de la pièce unique block set en bois "Factory Town" (1921) du designer tchèque Ladislav Sutnar fabriqué par Vilac.
Création de la ligne de jouets en bois  "Pompon Toys" inspirés des animaux du sculpteur François Pompon, à l'initiative du Musée d'Orsay et Réunion des Musées Nationaux, fabriqués en France par Vilac.

## Ouvrages
- Le Petit Prince le carrousel, Gallimard, 2022
- Voyage en train, Albin Michel, 2020.
- Chat alors !, L’École de Loisirs, 2020.
- Pompon mes pochoirs, Musée d’Orsay / Réunion des Musées Nationaux, 2020.
- Degas et la danse et Pompon, Musée d’Orsay / Réunion des Musées Nationaux, 2019.
- Moby-Dick, Chronicle Books, 2019.
- Pop-up Symphonie, Radio France avec l'Orchestre Philharmonique de Radio France et Tango 33, 2019.
- Un voyage en mer, Thames & Hudson , 2017.
- Coffret Édith Piaf, Warner Music, 2017. 59th Grammy Awards Best Boxed or Special Limited Edition Package.
- Le Train fantôme, Les Braques, 2017.
- Le Carrousel des animaux, Les Braques, 2016.
- L'Homme qui plantait des arbres, Gallimard, 2015.
- Les Jouets de papier, Hélium, 2014.
- Sonia Delaunay, Tate Modern et Paris Musées, 2014.
- 50 ans de chansons - Henri Dès, Les Braques, 2014.
- Paris 1900, Paris Musées, 2015.
- Les Droits des lecteurs de Daniel Pennac, Gallimard, 2012.
- Magique Circus Tour, Hélium, 2010.
- Le Petit Prince d’Antoine de Saint-Exupéry, Gallimard, 2009.
- Le Petit Nicolas de Sempé, Gallimard, 2008.

Les livres sont publiés en Angleterre, Japon, Chine, Italie, Allemagne, Espagne, Argentine, Russie, Pays-Bas, États-Unis...

## Direction artistique
- All About Yves, fac-similé, Fondation Pierre Bergé (2017).
- Born in Dystopia, livre pop-up, Fondation d'art contemporain Rosenblum (2013).
- Erre, variations labyrinthiques, Catalogue de l’exposition, Centre Pompidou Metz (2012).
- Pop-up Montres, vitrines pour Hermès (2011).
- John Maeda, flip-books, Fondation Cartier (2005).